# OK Liga 2014-2015
L'OK Liga 2014-2015 è stata la 46ª edizione del torneo di primo livello del campionato spagnolo di hockey su pista; disputato tra il 19 settembre 2014 e il 16 maggio 2015 si è concluso con la vittoria del Barcellona, al suo ventiseiesimo titolo.

## Stagione

### Formula
L'OK Liga 2014-2015 vide ai nastri di partenza sedici club; la manifestazione fu organizzata con un girone all'italiana, con gare di andata e ritorno per un totale di 30 giornate: erano assegnati tre punti per l'incontro vinto, un punto a testa per l'incontro pareggiato e zero la sconfitta. Al termine della stagione regolare la vincitrice venne proclamata campione di Spagna. Le squadre classificate dal quattordicesimo al sedicesimo posto retrocedettero direttamente in Primera División, il secondo livello del campionato.

## Classifica finale
|                   | Pos. | Squadra         | Pt | G  | V  | N | P  | GF  | GS  | DR   |
| ----------------- | ---- | --------------- | -- | -- | -- | - | -- | --- | --- | ---- |
| Spagna (bandiera) | 1.   | Barcellona      | 85 | 30 | 28 | 1 | 1  | 163 | 54  | +109 |
|                   | 2.   | Liceo La Coruña | 74 | 30 | 24 | 2 | 4  | 168 | 90  | +78  |
|                   | 3.   | Vendrell        | 56 | 30 | 17 | 5 | 8  | 123 | 111 | +12  |
|                   | 4.   | Vic             | 53 | 30 | 16 | 5 | 9  | 117 | 85  | +32  |
|                   | 5.   | Reus Deportiu   | 51 | 30 | 16 | 3 | 11 | 114 | 103 | +11  |
|                   | 6.   | Cerceda         | 48 | 30 | 13 | 9 | 8  | 117 | 120 | −3   |
|                   | 7.   | Voltregà        | 41 | 30 | 11 | 8 | 11 | 96  | 87  | +9   |
|                   | 8.   | Vilafranca      | 41 | 30 | 11 | 8 | 11 | 100 | 108 | -8   |
|                   | 9.   | PAS Alcoy       | 38 | 30 | 11 | 5 | 14 | 105 | 131 | −26  |
|                   | 10.  | Igualada        | 36 | 30 | 10 | 6 | 14 | 94  | 94  | 0    |
|                   | 11.  | Lleida          | 34 | 30 | 9  | 7 | 14 | 107 | 117 | −10  |
|                   | 12.  | Calafell        | 32 | 30 | 9  | 5 | 16 | 85  | 116 | −31  |
|                   | 13.  | Noia            | 30 | 30 | 8  | 6 | 16 | 80  | 106 | −26  |
|                   | 14.  | Manlleu         | 27 | 30 | 7  | 6 | 17 | 77  | 104 | −27  |
|                   | 15.  | Mataró          | 26 | 30 | 8  | 2 | 20 | 99  | 130 | −31  |
|                   | 15.  | Tordera         | 8  | 30 | 2  | 2 | 26 | 74  | 163 | −89  |

Legenda:
  Vincitore della Coppa del Re 2015.
      Campione di Spagna e ammessa all'Eurolega 2015-2016.
      Ammesse all'Eurolega 2015-2016.
      Ammesse in Coppa CERS 2015-2016.
      Retrocesse in Primera División 2015-2016.
Note:
Tre punti a vittoria, uno a pareggio, zero a sconfitta.